# 南聡一郎
南 聡一郎（みなみ そういちろう、1976年5月6日-）は、日本の経済学者。国土交通省・国土交通政策研究所主任研究官。

## 人物
- 専攻は交通政策論、環境経済学、財政学[3]。研究領域は、環境と財政の観点からの持続可能な交通。
- 自動運転技術、交通シェアリングサービス（ライドシェア）、Mobility as a Service等、近年、急速に進展する運輸・交通分野のICT技術の、地方公共団体の交通政策への活用について研究している[4]。
- 個人サイト等を通じ、海外（欧州）の公共交通（路面電車、LRT、バス・ラピッド・トランジット等）に関する知見を社会に還元する活動も行っている[5]。

## 経歴
2001年、高崎経済大学経済学部 卒業。
2003年、京都大学大学院経済学研究科 博士前期課程 修了。フランス・ストラスブール大学 大学院 社会科学研究科へ留学。
2009年、京都大学大学院経済学研究科 博士後期課程 修了。博士（経済学）。京都大学経済研究所 及京都大学大学院経済学研究科 研究員。
2010年、公益財団法人公害地域再生センター（あおぞら財団） 特別研究員。2013年、大阪大学 大学院法学研究科 特任研究員。博士（経済学）。2014年、京都大学経済学部 非常勤講師。2015年、京都府立大学 非常勤講師、京都橘女子大学 非常勤講師。2016年、京都大学大学院経済学研究科 特定助教。2017年、 立命館大学国際関係学部非常勤講師。
2018年、フランス国立社会科学高等研究院パリ日仏高等研究センタ－・日仏財団 ヴァレオフェロー。
2019年、中央大学研究開発機構 助教。2020年、国土交通省・国土交通政策研究所 研究官（2021年10月まで）。
2021年、流通経済大学経済学部 非常勤講師。愛知大学地域政策学部 非常勤講師。国土交通省・国土交通政策研究所 主任研究官（2021年11月より）。

## 著書
共著
- 『路面電車レ・シ・ピ : 住みやすいまちとLRT』（2019年、技報堂出版、ISBN 978-4765544863）

分担執筆
- 『環境事典』（2008年、旬報社）
- 『緑の交通政策と市民参加』（2016年、大阪大学出版会、ISBN 978-4872595383）
- 『ネクストステージの都市税財政に向けて:超高齢・人口減少時代の地域社会を担う都市自治体の提言と国際的視点』（2019年、日本都市センター、ISBN 978-4909807090）

## 論文
- 「フランス交通負担金の制度史と政策的含意」2012年,『財政と公共政策』,財政学研究会, 34巻2号 p.122-137, NAID 120005357250
- 「フランスの都市公共交通における費用負担と交通権に関する考察」2013年,『日本の科学者』,日本科学者会議,48巻9号 p.536-541,NAID 40019789566
- 「条文比較分析からみる公共交通条例の含意」 2014年,『交通科学』,交通科学研究会, 45巻2号 p.7-16, NAID 40020455618
- 「フランスにおけるエコモード（Modes Doux）を活かしたまちづくりの思想 : ネットワークレンタサイクル（VLS）の導入策を中心に」2015年,『運輸と経済』,運輸調査局,75巻1号 p.49-55, NAID 40020329432

ほか

## 学会発表
- 「フランスのSustainable Urban Transportと交通負担金制度」（公共政策学会）2007年
- 「Sustainable Urban Transportにおける公共交通の合理性に関する経済理論 」（環境経済・政策学会）2008年
- 「フランス交通法制度と交通権の発展について」（日本福祉とまちづくり学会）2011年
- 「最適な自治体の公共交通財源のあり方とは－フランス交通負担金制度（Versement Transport）からの含意－」（日本地方財政学会）2017年
- 「Ridesharing Service in Local Gouvernements’ Transport Policy 」（国際自動車学会）2017年
- 「地方交通財政の現実と理論に関する展望」（日本地方財政学会）2018年
- 「運賃上乗せによる交通バリアフリー財源調達の是非について－交通権と経済格差の論点から」（日本福祉のまちづくり学会）2018年

ほか

## 講演
- 「ストラスブールにおける都市交通政策」（21世紀・どう変える？クルマ社会, 財団法人公害地域再生センター）2004年
- 「公共交通機関の利用と自転車を活用するまちづくり」（カーフリーデーシンポジウム ,香川県高松市）2008年
- 「都市公共交通を再生させる 地方自治と財政のあり方 −英仏の経験から−」（長野県松本市）2013年
- 「地方交通財政の理論と現実－超高齢社会における最適な費用負担のあり方－」（公開講座 高齢化をめぐる地域交通の動向,日本福祉のまちづくり学会）2019年

ほか